# Sparks (album av Imogen Heap)
Sparks är det fjärde studioalbumet av den engelska sångerskan och musikern Imogen Heap, utgivet den 18 augusti 2014 på Megaphonic Records. Albumet skrevs och producerades huvudsakligen av Imogen Heap och gästas av bland andra deadmau5 och B.o.B. Inspelningen ägde rum vid Heaps The Hideaway Studio. Det toppade Billboard-listan Dance/Electronic Albums och tog sig upp till plats 21 på Billboard 200 samt 40 på UK Albums Chart.
Albumet gavs ut i tre utgåvor: standard, deluxe-2CD och deluxe-samlingsbox.

## Låtlista
Alla låtar är skrivna och komponerade av Imogen Heap där inget annat anges. 
| Nr  | Titel                                   | Kompositör                   | Längd |
| --- | --------------------------------------- | ---------------------------- | ----- |
| 1.  | You Know Where to Find Me               |                              | 4:56  |
| 2.  | Entanglement                            |                              | 4:19  |
| 3.  | The Listening Chair                     |                              | 5:24  |
| 4.  | Cycle Song                              |                              | 2:25  |
| 5.  | Telemiscommunications (med deadmau5)    | Heap, Joel Zimmerman         | 3:55  |
| 6.  | Lifeline                                |                              | 4:46  |
| 7.  | Neglected Space                         |                              | 5:13  |
| 8.  | Minds Without Fear (med Vishal-Shekhar) |                              | 3:41  |
| 9.  | Me the Machine                          |                              | 4:26  |
| 10. | Run-Time                                |                              | 4:56  |
| 11. | Climb to Sakteng                        |                              | 3:37  |
| 12. | The Beast (med B.o.B)                   | Heap, Bobby Ray Simmons, Jr. | 3:26  |
| 13. | Xizi She Knows                          |                              | 4:43  |
| 14. | Propeller Seeds                         |                              | 3:51  |

## Medverkande
- Imogen Heap – sång, programmering, arrangering, ljudtekniker, ljudmix, produktion, omslagsdesign
- A. Aziz – slagverk på "Minds Without Fear"
- The Papuler Band – bakgrundssång på "Minds Without Fear"
- Li Benxian – bas på "Xizi She Knows"
- Ian Burdge – cello (spår: 2, 13)
- Andy Carne – omslagsdesign
- Zhu Chunhang – elgitarr på "Xizi She Knows"
- Kheng Sonam Dorji – luta på "Cycle Song", sång på "Climb to Sakteng"
- Li Gongyi – trummor på "Xizi She Knows"
- Hangzhou Music Angel Choir – kör på "Xizi She Knows"
- Simon Heyworth – mastering
- Cecilie Kamp – illustrationer
- Warren Mendonsa – ljudtekniker för "Minds Without Fear"
- Andy Miles – masteringassistent
- Abhijit Nalani – ljudtekniker för "Minds Without Fear"
- Imogen Ridge – harpa på "Run-Time"
- Nick Ryan – koncept, ljuddesign och ytterligare produktion av "Propeller Seeds"
- Bobby Ray Simmons, Jr. (B.o.B) – sång på "The Beast"
- Vincent Sipprell – altfiol (spår 2, 4, 10-12)
- Vishal-Shekhar – sång och ytterligare produktion av "Minds Without Fear"
- Emma Smith – fiol (spår 2, 4, 10-12)
- Zhao Yiwei – pipa på "Xizi She Knows"

Information från Discogs.

## Listplaceringar
| Lista (2014)                          | Högsta position |
| ------------------------------------- | --------------- |
| Storbritannien (UK Albums Chart)      | 40              |
| USA Billboard 200                     | 21              |
| USA Top Electronic Albums (Billboard) | 1               |
| USA Top Digital Albums (Billboard)    | 11              |
| USA Top Tastemaker Albums (Billboard) | 17              |